# Joe Pantoliano
Joseph Peter Pantoliano (n. 12 septembrie 1951, Hoboken, New Jersey, SUA) este un actor american care joacă de multe ori personaje negative, adesea infractori sau indivizi corupți.
Printre rolurile jucate de el se numără proxenetul Guido din filmul Afaceri riscante din 1983, Francis Fratelli în Tâlharii (1985) și Eddie Moscone Cursa de la miezul nopțiii (1988). Alte roluri includ Cypher în Matrix, Teddy în Memento, căpitanul Conrad Howard în seria Băieți răi și Ralph Cifaretto în sezoanele 3-4 din Clanul Soprano. De asemenea, el a jucat în două episoade din Aventuri în Casa Morții.

## Viața timpurie
Pantoliano s-a născut în Hoboken, New Jersey, într-o familie italiano-americană. Mama sa, Maria (născută Centrella), era un agent de pariuri și croitoreasă, iar tatăl său, Dominic „Călugărul” Pantoliano, era un șofer de dric și maistru. Familia lui Pantoliano  s-a mutat la Cliffside Park, New Jersey, unde a urmat cursurile Liceului Cliffside Park.
A studiat actoria la HB Studio cu John Lehne și Herbert Berghof.

## Viața personală
Pantoliano și soția sa, fostul model Nancy Sheppard, au patru copii. Actrita Samantha Phillips le-a făcut cunoștință celor doi.
Pe 9 octombrie 2007 Pantoliano a anunțat că suferă de depresie clinică.

## Filmografie

### Filme
| An   | Titlu                                              | Rol                                              | Note                      |
| ---- | -------------------------------------------------- | ------------------------------------------------ | ------------------------- |
| 1974 | Road Movie                                         | Mugger                                           | Ca Joseph Pantoliano      |
| 1974 | For Pete's Sake                                    | Polițist sub acoperire care îl arestează pe Mark |                           |
| 1980 | The Idolmaker                                      | Gino Pilato                                      |                           |
| 1982 | Monsignor                                          | Pvt. Joe Musso                                   |                           |
| 1983 | The Final Terror                                   | Eggar                                            |                           |
| 1983 | Risky Business                                     | Guido                                            |                           |
| 1983 | Eddie and the Cruisers                             | Doc Robbins                                      |                           |
| 1985 | The Mean Season                                    | Andy Porter                                      |                           |
| 1985 | The Goonies                                        | Francis                                          |                           |
| 1986 | Running Scared                                     | Snake                                            |                           |
| 1987 | Scenes from the Goldmine                           | Manny                                            |                           |
| 1987 | La Bamba                                           | Bob Keane                                        |                           |
| 1987 | The Squeeze                                        | Norman                                           |                           |
| 1987 | Amazon Women on the Moon                           | Sy Swerdlow                                      | Segment: "Hairlooming"    |
| 1987 | Empire of the Sun                                  | Frank Demarest                                   |                           |
| 1988 | The In Crowd                                       | Perry Parker                                     |                           |
| 1988 | Midnight Run                                       | Eddie                                            |                           |
| 1990 | Ardouous Moon                                      |                                                  | Film scurt                |
| 1990 | Downtown                                           | White                                            |                           |
| 1990 | Blue Heat                                          | Wayne Gross                                      |                           |
| 1990 | Short Time                                         | Scalese                                          |                           |
| 1990 | Backstreet Dreams                                  | Paul Antangeli                                   |                           |
| 1991 | Zandalee                                           | Gerri                                            |                           |
| 1992 | Used People                                        | Frank                                            |                           |
| 1993 | Three of Hearts                                    | Mickey                                           |                           |
| 1993 | The Fugitive                                       | Adjunct U.S. Marshal Cosmo Renfro                |                           |
| 1993 | Calendar Girl                                      | Harvey Darpinian                                 |                           |
| 1993 | Me and the Kid                                     | Roy                                              |                           |
| 1994 | Robot in the Family                                | Părintele                                        |                           |
| 1994 | Teresa's Tattoo                                    | Bruno                                            |                           |
| 1994 | Baby's Day Out                                     | Norby                                            |                           |
| 1995 | Bad Boys                                           | Căpitanul Conrad Howard                          |                           |
| 1995 | Congo                                              | Eddie Ventro                                     |                           |
| 1995 | The Last Word                                      | Doc                                              |                           |
| 1995 | Steal Big Steal Little                             | Eddie Agopian, Ruben's Lawyer                    |                           |
| 1995 | The Immortals                                      | Pete Tunnell                                     |                           |
| 1996 | Fly Away Home                                      | Gordy                                            |                           |
| 1996 | The Flight of the Dove                             | Attorney Brezner                                 |                           |
| 1996 | Bound                                              | Caesar                                           |                           |
| 1997 | Top of the World                                   | Vince Castor                                     |                           |
| 1997 | Aliens Attack                                      | Căpitanul Nevins                                 |                           |
| 1997 | Tinseltown                                         | Arnie                                            |                           |
| 1997 | Natural Enemy                                      | Stuart                                           |                           |
| 1998 | U.S. Marshals                                      | Adjunctul U.S. Marshal Cosmo Renfro              |                           |
| 1998 | Hoods                                              | Charlie Flynn                                    |                           |
| 1999 | Taxman                                             | Al Benjamin                                      |                           |
| 1999 | Forces of Nature                                   | Cab Driver                                       |                           |
| 1999 | The Matrix                                         | Cypher                                           |                           |
| 1999 | Black and White                                    | Bill King                                        |                           |
| 1999 | The Life Before This                               | Jake Maclean                                     |                           |
| 2000 | Silver Man                                         | Norbert                                          |                           |
| 2000 | Ready to Rumble                                    | Titus Sinclair                                   |                           |
| 2000 | New Blood                                          | Hellman                                          |                           |
| 2000 | Memento                                            | "Teddy" James Edward Gammell                     |                           |
| 2000 | A Better Way to Die                                | Flash                                            |                           |
| 2001 | Cats & Dogs                                        | Peek                                             | Voice role                |
| 2002 | A Call for Help                                    | Charlie                                          |                           |
| 2002 | The Adventures of Pluto Nash                       | Mogan                                            |                           |
| 2003 | Daredevil                                          | Ben Urich                                        |                           |
| 2003 | Bad Boys II                                        | Căpitanul Conrad Howard                          |                           |
| 2004 | Second Best                                        | Elliot                                           |                           |
| 2004 | Perfect Opposites                                  | Louis Carbonelli                                 |                           |
| 2004 | The Easter Egg Adventure                           | Terrible Timothy Takit                           | Rol de voce               |
| 2005 | Racing Stripes                                     | Goose                                            | Rol de voce               |
| 2005 | The Check Up                                       | The Inspector                                    | Scurtmetraj               |
| 2005 | The Amateurs                                       | Some Idiot                                       |                           |
| 2006 | Larry the Cable Guy: Health Inspector              | Mayor M.T. Gunn                                  |                           |
| 2006 | Wedding Daze                                       | Smitty                                           |                           |
| 2006 | Canvas                                             | John Marino                                      |                           |
| 2006 | Unknown                                            | Bound Man                                        |                           |
| 2009 | The Job                                            | Perriman                                         |                           |
| 2009 | Deadly Impact                                      | David Kaplow                                     |                           |
| 2009 | Falling Up                                         | George                                           |                           |
| 2010 | The Legend of Secret Pass                          | Chucksta                                         | Voce                      |
| 2010 | Percy Jackson & the Olympians: The Lightning Thief | Gabe Ugliano                                     |                           |
| 2010 | Cats & Dogs: The Revenge of Kitty Galore           | Peek                                             | Voce                      |
| 2010 | New York Street Games                              | self                                             | Documentar                |
| 2011 | Loosies                                            | Carl                                             |                           |
| 2011 | Jeremy Fink and the Meaning of Life                | Oswald Oswald III                                |                           |
| 2014 | The Identical                                      | Avi Hirshberg                                    |                           |
| 2016 | The Perfect Match                                  | Marty                                            |                           |
| 2017 | Just Getting Started                               | Joe                                              |                           |
| 2018 | Happy Anniversary                                  | Aldo                                             |                           |
| 2019 | Spring Break '83                                   | Sergeant Coltrane                                | Filmări terminate în 2007 |
| 2020 | Bad Boys For Life                                  | Căpitanul Conrad Howard                          |                           |

### Televizune
| An         | Titlu                              | Rol                           | Note                                                                |
| ---------- | ---------------------------------- | ----------------------------- | ------------------------------------------------------------------- |
| 1977       | McNamara's Band                    | Frankie Milano                | film TV                                                             |
| 1978       | Free Country                       | Louis Peschi                  | 3 episoade                                                          |
| 1979       | From Here to Eternity              | Pvt. Angelo Maggio            | miniserial TV                                                       |
| 1980       | Alcatraz: The Whole Shocking Story | Ray Neal                      | film                                                                |
| 1981, 1984 | Hart to Hart                       | Frank Tisdale / Nate Volkman  | 2 episoade                                                          |
| 1981       | M*A*S*H                            | Cpl. Gerald Mullen/Josh Levin | Episodul: "Identity Crisis" (#10.3)                                 |
| 1982       | Chicago Story                      | Cooney                        | Episodul: "Who Needs the Truth?" (#1.12)                            |
| 1983       | Hardcastle and McCormick           | Teddy Hollins                 | Episodul: "The Crystal Duck" (#1.4)                                 |
| 1984       | Mister Roberts                     | Insignia                      | film                                                                |
| 1984       | Hill Street Blues                  | Sonny Orsini                  | 2 episoade                                                          |
| 1984       | Trapper John, M.D.                 | Michael Merrow                | Episodul: "Where There's a Will" (#5.15)                            |
| 1984       | Simon & Simon                      | Carl                          | Episodul: "Who Killed the Sixties?" (#4.7)                          |
| 1985       | Robert Kennedy & His Times         | Roy Cohn                      | Miniserial                                                          |
| 1986       | Amazing Stories                    | Joe                           | Episodul: "One for the Road" (#1.15)                                |
| 1986       | L.A. Law                           | Rob Cavanaugh                 | Pilot                                                               |
| 1987       | Destination America                | Lt. Mike Amico                | Film                                                                |
| 1988       | Rock 'n' Roll Mom                  | Ronnie                        | Film                                                                |
| 1989       | Nightbreaker                       | Sgt. Jack Russell             | Film                                                                |
| 1989       | The Hitchhiker                     | Brother Charles               | Episodul: "Miracle of Alice Ames" (#5.7)                            |
| 1989       | Tales from the Crypt               | Ulrich The Undying            | Episodul: "Dig That cat...He's real gone" (#1.3)                    |
| 1990       | El Diablo                          | Kid Durango                   | Film                                                                |
| 1990–91    | The Fanelli Boys                   | Dominic Fanelli               | 19 episoade                                                         |
| 1991       | One Special Victory                | Daniel                        | Film                                                                |
| 1992       | Through the Eyes of a Killer       | Jerry                         | Film                                                                |
| 1992       | Highlander: The Series             | Doctor Wilder                 | Episodul: "Deadly Medicine" (#1.8)                                  |
| 1994       | Dangerous Heart                    | Barclay                       | Film                                                                |
| 1994       | Beethoven                          | Sparky                        | Voce 12 episoade                                                    |
| 1995       | The Marshal                        | Cameris                       | Episodul: "Unprotected Witness" (#1.12)                             |
| 1995       | NYPD Blue                          | Vinnie Greco                  | 3 episoade                                                          |
| 1996       | Ed McBain's 87th Precinct: Ice     | Det. Meyer Meyer              | Film                                                                |
| 1996       | Life with Louie                    | Jojo Stomopolous              | Voce                                                                |
| 1996       | Arliss                             | Vic Freed                     | Episodul: "The Client's Best Interest" (#1.9)                       |
| 1996–97    | EZ Streets                         | Jimmy Murtha                  | Rol periodic                                                        |
| 1997       | Natural Enemy                      | Stuart                        | Film                                                                |
| 1998       | Godzilla: The Series               | Animal Palotti                | Voce Episodul: "New Family" (Part 1)                                |
| 1998       | Hercules                           | King Pan                      | Episodul: "Hercules and the King for a Day"                         |
| 1998       | The Lionhearts                     | Regizor                       | Voie 5 episoade                                                     |
| 1999       | Sugar Hill                         | Joe                           | Pilot                                                               |
| 1999       | The Outer Limits                   | Stan Harbinger                | Episodul: "Alien Radio" (#5.1)                                      |
| 1999       | Olive, the Other Reindeer          | Martini                       | Rol de voce                                                         |
| 2001–04    | The Sopranos                       | Ralph Cifaretto               | Rol principal, 21 episoade                                          |
| 2001       | Roswell                            | Kal Langley                   | 2 episoade                                                          |
| 2003–04    | The Handler                        | Joe Renato                    | Rol periodic                                                        |
| 2003       | Gary the Rat                       | Anthony 'the Heel' Stilletto  | Voce Episodul: "Sleeps with the Fishes" (#1.6)                      |
| 2004–06    | Dr. Vegas                          | Tommy Danko                   | Rol periodic                                                        |
| 2006       | Deceit                             | Anthony                       | Film                                                                |
| 2006       | Waterfront                         | James "Jimmy" Centrella       | Rol principal                                                       |
| 2006       | The Simpsons                       | Dante                         | Voce Episodul: "The Mook, the Chef, the Wife and Her Homer" (#18.1) |
| 2011       | How to Make it in America          | Felix DiFlorio                | 2 episoade                                                          |
| 2015–17    | Sense8                             | Michael Gorski                | Rol periodic                                                        |
| 2017       | SpongeBob SquarePants              | Stickyfins Whiting            | Voice Episode: "The Getaway"                                        |
| 2018       | Lake Placid: Legacy                | Henderson                     | Film TV                                                             |

### Jocuri video
| An   | Titlu                      | Rol de voce               | Note                                                                 |
| ---- | -------------------------- | ------------------------- | -------------------------------------------------------------------- |
| 2001 | Majestic                   | Tim Pritchard             | Episode 4                                                            |
| 2001 | Grand Theft Auto III       | Luigi Goterelli           | From mission Luigi's Girl until mission Salvatore's Called a Meeting |
| 2013 | Call of Duty: Black Ops II | Al "The Weasel" Arlington | "Uprising" DLC, on the zombies map "Mob of the Dead"                 |

## Legături externe
- Joe Pantoliano la Internet Movie Database
- en Joe Pantoliano interview with ABILITY Magazine